# Albury Sud
Albury Sud (en anglais : South Albury) est une banlieue d'Albury en Australie, située dans la zone d'administration locale d'Albury, dans la région de la Riverina en Nouvelle-Galles du Sud.
Albury Sud se trouve à environ 3 km au sud du centre d'Albury et sur la frontière avec Wodonga, dans l'État du Victoria.
La population s'élevait à 1 372 habitants en 2021.